# Cladoxylopsida
Classe
Les Cladoxylopsida ou cladoxylopsides, ou encore Cladoxylales[réf. nécessaire], sont une classe de plantes fossiles connues du Dévonien au Carbonifère inférieur. Des fossiles de cladoxylopsides en compression ou perminéralisées ont été trouvés au Royaume-Uni, aux États-Unis, au Venezuela, en Belgique, au Maroc, en Chine, en Australie. Les cladoxylopsides présentent des ressemblances avec les sphénophytes et les fougères (filicophytes). Toutefois leurs relations avec ces deux groupes et avec un autre groupe fossile contemporain, les iridoptéridales, restent irrésolues.

## Description
Les travaux récents montrent que ce groupe présentait une anatomie et une morphologie variées. Certains genres étaient arborescents. C’est le cas de Eospermatopteris/Wattieza, qui composait la plus ancienne forêt connue, d'âge Dévonien moyen (385 millions d'années), retrouvée dans l’État de New York, à Gilboa. Ces fossiles étaient connus depuis longtemps sous la forme de moulages de troncs appelés Eospermatopteris. C’est en 2007 que la plante entière a été reconstituée et son appartenance aux Cladoxylopsida démontrée.
Un autre genre de cladoxylopsides du Dévonien moyen est Pseudosporochnus, qui est reconstruit comme un petit arbre de 3 m de haut.
D'autres formes sont connues, notamment le genre Pietzschia au Dévonien supérieur et le genre Cladoxylon au Carbonifère inférieur.
Les cladoxylopsides arborescents avaient un port rappelant les fougères arborescentes actuelles. Cependant ces plantes n'avaient pas de feuilles mais des organes terminaux tridimensionnels.
La reproduction se faisait par spores comme chez les sphénophytes ou les fougères. Les Cladoxylopsides étaient homosporées: elles ne produisaient qu'un seul type de spores.

## Liste des sous-taxons
Selon Paleobiology Database (6 août 2014) :
- † Cladoxyliidae
- † Pseudosporochnales
- † Stauropteridae
- † Steloxylales
- † Zygopteridae